# 세계 농구 협회
세계 농구 협회(World Basketball Association, WBA)는 미국의 농구 리그이다. 야구의 마이너 리그와 같은 개념이다. (즉, NBA가 메이저 리그 개념이라는 뜻이다.)

## 마지막 시즌 참가했던 팀
- 애틀랜타 블레이즈
- 코니어스 코트 킹스
- 개스토니아 게이머스
- 그위닛 마직
- 몰딘 스타즈
- 롬 글래디에이터스
- 업스테이트 히트